# Hendrik XXVII Reuß jongere linie
Hendrik XXVII Reuss van Schleiz (Gera 10 november 1858 - aldaar 21 november 1928) was van 1908 tot 1918 regent van het vorstendom Reuss oudere linie en van 1913 tot 1918 vorst van Reuss jongere linie.

## Familierelaties
Hij was de zoon van Hendrik XIV van Reuss jongere linie en Agnes, dochter van Eugenius van Württemberg. Op 11 november 1884 trad hij in het huwelijk met Elise zu Hohenlohe-Langenburg (1864-1929), dochter van Hermann zu Hohenlohe-Langenburg. Uit dit huwelijk werden vijf kinderen geboren:
- Victoria Feodora (1889-1918), gehuwd met Adolf Frederik, zoon van Frederik Frans II van Mecklenburg-Schwerin
- Louise Adelheid (1890-1951)
- Hendrik XL (1891-1891)
- Hendrik XLIII (1893-1912)
- Hendrik XLV (1895-vermist sinds 1945)

## Leven
Hendrik volgde in 1908 zijn vader op als regent van Reuss o.l. namens de geesteszieke vorst Hendrik XXIV. Na zijn vaders dood in 1913 kreeg hij ook de regering van Reuss j.l. in handen, in de verwachting dat hij na de dood van de kinderloze Hendrik XXIV beide vorstendommen onder zijn scepter zou verenigen. Zo ver zou het echter niet komen, daar hij in de Novemberrevolutie op 11 november 1918 tot aftreden werd gedwongen. De twee staten werden in 1919 alsnog verenigd tot de republikeinse Volksstaat Reuss, die echter reeds in 1920 opging in Thüringen. De regering van de volksstaat trof een schikking met Hendrik XXVII die hem enkele kastelen en grondgebieden ter waarde van 34 miljoen rijksmark toekende. Hij stierf op 21 november 1928.